# أبو القاسم الكوفي
أبو القاسم علي بن أحمد بن موسى الكوفي. هو رجل دين ومُصنِّف شيعي من قدماء علماء الشيعة الإثني عشريَّة، والشيعة الإثني عشريَّة يحكمون عليه بأنَّه كان مستقيماً في البداية إلَّا أنه انحرف فيما بعد، ومن هنا يذهبون إلى اعتبار كتبه ومصنَّفاته التي صنَّفها في حال استقامته، فقد ترجم له الطوسي - مثلاً - قائلاً عنه: «علي بن أحمد الكوفي يكنَّى أبا القاسم كان إمامياً مستقيم الطريقة وصنَّف كتباً كثيرة سديدة»، ثم يقول عنه: «ثم خلط وأظهر مذهب المخمسة، وصنَّف كتباً في الغلو والتخليط، وله مقالة تنسب إليه». وقال عنه ابن النديم: «أبو القاسم علي بن أحمد الكوفي من الإماميَّة من أفاضلهم»، وقال ابن المطهَّر الحلي عنه: «هذا هو المخمَّس صاحب البدع المحدثة، وادَّعى أنه من بني هارون بن الكاظم عليه السلام، ومعنى التخميس عند الغلاة لعنهم الله تعالى أن سلمان الفارسي، والمقداد، وعمار، وأبا ذر، وعمرو بن أمية الضمري، هم الموكلون بمصالح العالم، تعالى الله عن ذلك علواً كبيرا». وقال النجاشي عنه: «علي بن أحمد أبو القاسم الكوفي، رجل من أهل الكوفة كان يقول إنَّه من آل أبي طالب، و غلا في آخر أمره وفسد مذهبه وصنف كتباً كثيرة أكثرها على الفساد».
وكانت وفاة الكوفي في جمادى الأولى سنة 352 هـ بموضع يُقال له كرمي تابع لفسا من بلاد فارس، وقد ذكر ذلك حسين النوري في خاتمة المستدرك، واحتمل عبد الله الأفندي في رياض العلماء أن يكون المقصود بكرمي هي قرية آب كرم المعروفة في فسا.

## مصنَّفاته
كان الكوفي مكثراً من التصنيف، ولبعض مصنَّفاته - التي صنَّفها حال كونه من الإثني عشريَّة وقبل أن يذهب مذهب المخمسة - أهمية واعتبار عند الشيعة الإثني عشريَّة، ومن مصنفاته:
| - الاستغاثة في بدع الثلاثة. يقال لهذا الكتاب كذلك البدع أو البدع المحدثة، وقد ذكره آغا بزرگ الطهراني في الذريعة. وهو من أهم الكتب وأشهرها التي صنَّفها علماء الشيعة الإثني عشريَّة في نقد الخلفاء الثلاثة الأوائل أبي بكر وعمر بن الخطاب وعثمان بن عفَّان. - الرد على الزيدية. في الرد على الفرقة الزيديَّة، ذكره الطهراني في الذريعة نقلاً عن النجاشي. - الأنبياء. - الأوصياء. - التبديل والتحريف. ذكره النجاشي بهذا العنوان، لكن ابن شهر آشوب ذكره في معالم العلماء بعنوان الرد على أهل التبديل والتحريف فيما وقع من أهل التأليف، وذكره الطهراني في موضعين من الذريعة حيث ذكرهما بالعناويَّن الإثنين، وقال هذا المصنَّف: «الظاهر منه أنه رد على الحشوية وأصحاب الحديث العاملين بمضامين الاخبار الآحاد التي ذكرت فيها عدة من السور والآيات فألصقوها بكرامة القرآن الشريف واعتقدوا فيه التبديل والتحريف». - تحقيق اللسان في وجوه البيان. - الاستشهاد. - تحقيق ما ألفه البلخي من المقالات. - منازل النظر والاختيار. - أدب النظر والتحقيق. - تناقض أحكام المذاهب الفاسدة. - الأصول في تحقيق المقالات. - الابتداء. - معرفة وجوه الحكمة. - معرفة ترتيب ظواهر الشريعة. - التوحيد. - فضل التوبة. - تثبيت نبوة الأنبياء. - الإمامة. - الأركان الأربعة. - الفقه. صنَّفه على ترتيب المزني. | - الآداب ومكارم الأخلاق. - فساد أقاويل الإسماعيلية. - الرد على أرسطاطاليس. - المسائل والجوابات. - فساد قول البراهمة. - تناقض أقاويل المعتزلة. - الرد على محمد بن بحر الرهني. - الفحص عن مناهج الاعتبار. - الاستدلال في طلب الحق. - تثبيت المعجزات. - الرد على من يقول إن المعرفة من قبل الموجود. - إبطال مذهب داود بن علي الأصبهاني. - تحقيق وجوه المعرفة. - ما تفرد به أمير المؤمنين من الفضائل. - الصلاة والتسليم على النبي وأمير المؤمنين. - الرسالة في تحقيق الدلالة. - الرد على أصحاب الاجتهاد في الأحكام. - فساد الاختيار. - رسالة إلى بعض الرؤساء. - الرد على المثبتة. - الراعي والمرعي. - الدلائل والمعجزات. - ماهية النفس. - ميزان العقل. - إبان حكم الغيبة. - الرد على الإسماعيلية في المعاد. - تفسير القرآن. |